# Numia heterochloriaria
Numia heterochloriaria là một loài bướm đêm trong họ Geometridae.